# Dance Album
Dance Album — дебютный студийный альбом американского музыканта Карла Перкинса. Пластинка по существу является сборником песен, вышедших к тому времени на синглах в 1955—1957 годов, включая хиты «Blue Suede Shoes», «Honey Don’t», «Boppin’ The Blues» и «Matchbox».

## Обзор
Из 12 песен пластинки девять к тому времени вышли на синглах. Самая ранняя песня на альбоме — «Movie Magg», которая вышла в феврале 1955 года. Три песни впервые были изданы именно на этом альбоме: «Only You», «Wrong Yo-Yo» и «Everybody’s Trying to Be My Baby». «Dance Album» явился последней пластинкой Перкинса на Sun Records: в 1958 году Перкинс перешёл на лейбл Columbia. В августе 1960 года Sun Records переиздали альбом в новой обложке и под новым названием («Teen Beat: The Best of Carl Perkins»).
Альбом вышел в монофоническом звучании и явился второй долгоиграющей грампластинкой, выпущенной на Sun Records.

## Список композиций
1. «Blue Suede Shoes»
2. «Movie Magg»
3. «Sure to Fall»
4. «Gone Gone Gone»
5. «Honey Don’t»
6. «Only You»
7. «Tennessee»
8. «Wrong Yo-Yo»
9. «Everybody’s Trying to Be My Baby»
10. «Matchbox»
11. «Your True Love»
12. «Boppin’ the Blues»